# الحارث بن أوس بن عتيك
الحارث بن أوس بن عتيك (المتوفي سنة 13 هـ) صحابي من بني زعوراء بن جشم من الأوس، شهد مع النبي محمد غزوة أحد والمشاهد بعدها. ثم شارك في الفتح الإسلامي للشام، وقُتل في معركة أجنادين.